# Falsoropica grossepunctata
Falsoropica grossepunctata är en skalbaggsart som beskrevs av Stefan von Breuning 1965. Falsoropica grossepunctata ingår i släktet Falsoropica och familjen långhorningar.
Artens utbredningsområde är Laos. Inga underarter finns listade i Catalogue of Life.